# Villa romana de El Saucedo

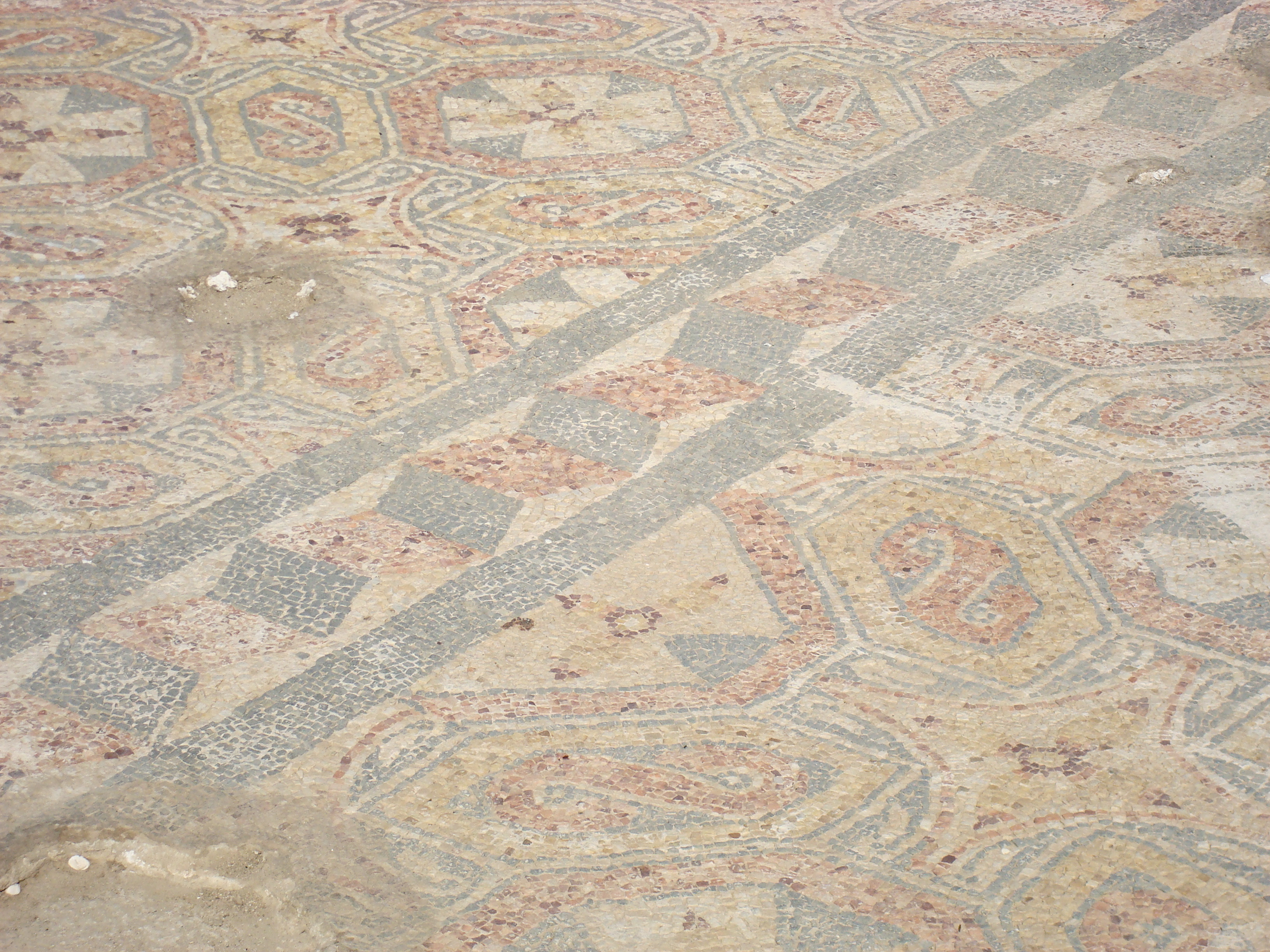
Teselas de la villa romana de Saucedo.

La villa romana de Saucedo es un yacimiento arqueológico de un conjunto romano del siglo I d. C., situado en Talavera de la Reina, provincia de Toledo en Castilla-La Mancha, España. 

## Origen y descubrimiento
El lugar se denomina así posiblemente a partir de Salicetum, con el significado de "Sitio poblado de sauces". Fue descubierta en el siglo XV por el padre Ajofrín, entonces dueño del predio donde se ubica el asentamiento. Los hallazgos más importantes de esa época fueron un ara dedicada a las ninfas, pendientes de oro, sepulturas con cadáveres, molduras de mármol y un busto marmóreo de medio cuerpo que figuraba un varón togado.
En 1950 durante la construcción del nuevo barrio pedáneo de Talavera la Nueva en Talavera de la Reina se re-descubren al realizar zanjas nuevos restos arqueológicos. En 1981 se descubre una pila bautismal tardorromana de gran belleza. La primera campaña de excavación se llevó a cabo en 1982. Se descubrieron muros y un pavimento musivario.
En 1995 se dio un notable avance a los trabajos, una vez comprada parte de la zona por la Junta de Comunidades de Castilla-La Mancha. Esas tareas, realizadas por la Universidad Autónoma de Madrid, bajo la dirección de la profesora Raquel Castelo Ruano se han venido realizando hasta la actualidad.

## Datos técnicos
Los primeros restos encontrados datan del siglo I d. C. y las últimas fases de construcción datan del siglo VI d. C. siendo el lugar destruido por un incendio en el siglo VIII.

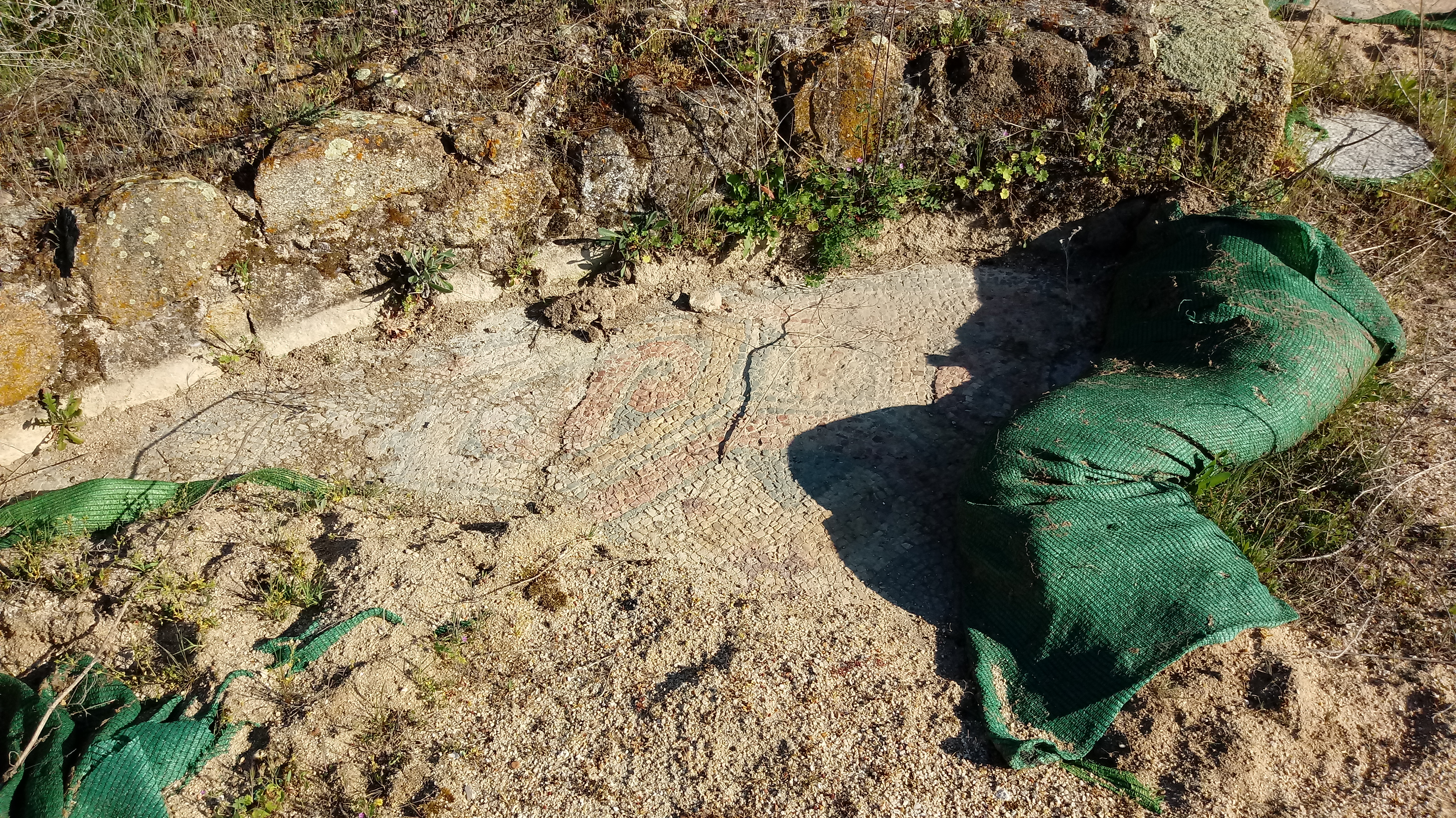
Mosaico romano abandonado y desprovisto de su protección

Saucedo, era una villa, o villae, situada a las afueras de la ciudad de Caesarobriga, hoy Talavera de la Reina, capital del convento jurídico del mismo nombre y situada en la Lusitania. La villa de Saucedo se situaba en el camino que conducía desde Caesarobriga a Augusta Emerita (actual Mérida). Caesarobriga fue un importante centro agrícola y ganadero, y uno de los lugares más romanizados de la península ibérica. Fueron muy importantes sus mercados como denotan los templos dedicados a Ceres diosa de la agricultura y Mercurio dios del comercio.
La villa bajoimperial de Saucedo, proviene de la segunda fase de ocupación del yacimiento, en uso desde finales del siglo III-finales del siglo IV d. C., hasta finales del siglo V-comienzos de siglo VI d. C. Es una villa aúlica y de acuerdo con las estructuras puestas al descubierto, es una villa monumental simple alrededor de peristilo. Está caracterizada por la multiplicidad de ábsides, por la riqueza monumental, la adopción de un arte oficial y el gusto por las perspectivas interiores. 

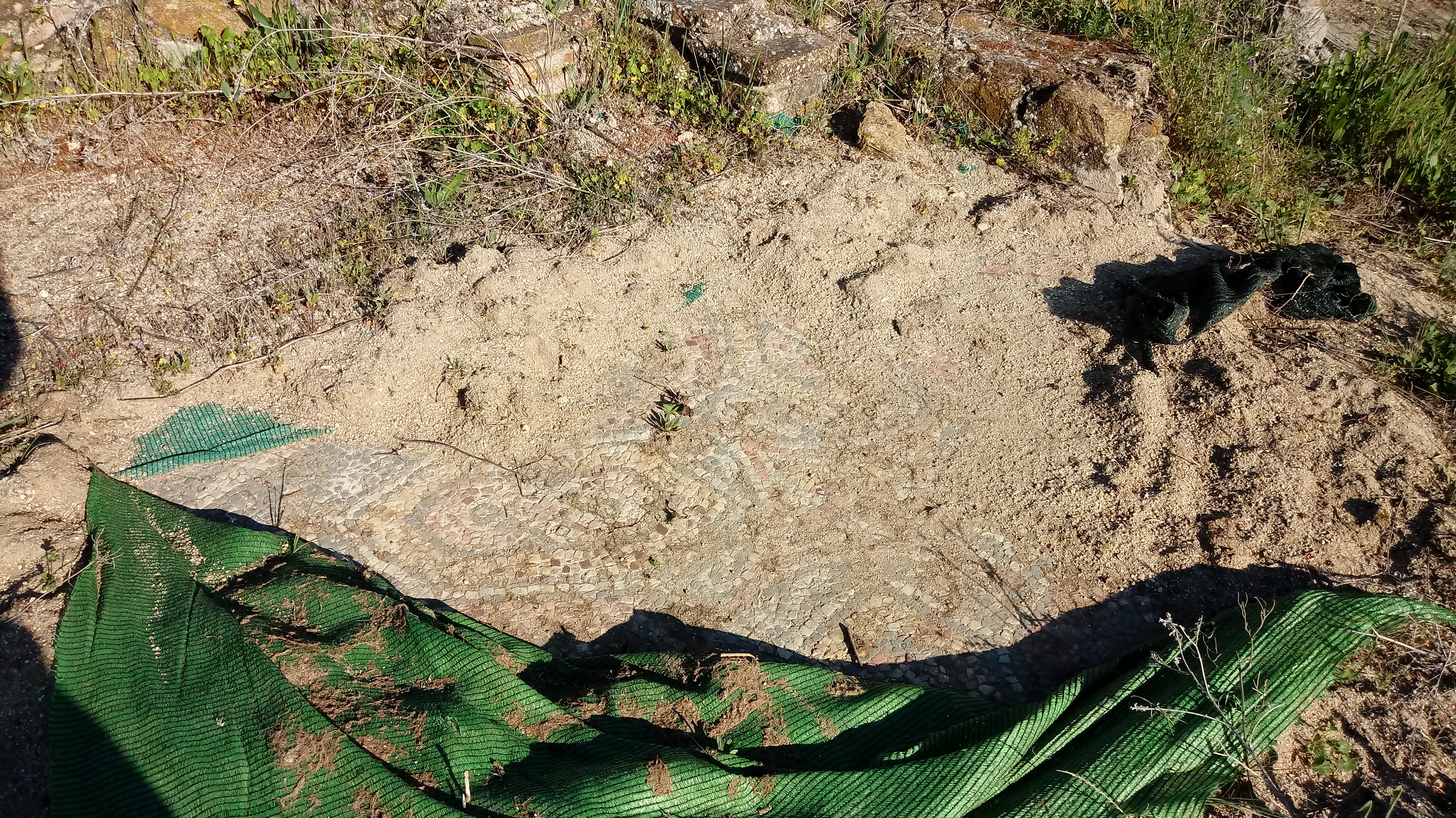
Mosaico romano de más de 1700 años de antigüedad teselas policromas y motivos geométricos, en estado de abandono.

La villa cuenta con una entrada monumental, con fuente y da paso a una serie de estancias de gran tamaño. Almacenes, y un patio central perimétrico con piscina para la recogida de agua de lluvia. Destaca la perfecta conservación de dos complejos termales, con Tepydarium,Frigidarium y Sudarium octogonal. Los suelos tienen un complejo sistema de calefacción hídrica.
El municipium Caesarobrigense fue rápidamente cristianizado y a finales del siglo V d. C. la parte de las termas fue convertida en basílica cristiana en la que se levantó una pila bautismal de inmersión. Parte de los suelos están cubiertos por mosaicos de una increíble belleza en opus tesellatum.
En la actualidad se estima que sólo se ha descubierto el veinte por ciento de la zona y se espera el descubrimiento de más hallazgos de importancia en el lugar, que en parte sigue siendo propiedad privada. Pueden visitarse los yacimientos a través de permisos de la Consejería de Cultura de Castilla-La Mancha, así como en la casa de la Cultura de Talavera la Nueva, el Museo Ruiz de Luna de Talavera de la Reina y el Museo de Santa Cruz de Toledo.

## Abandono

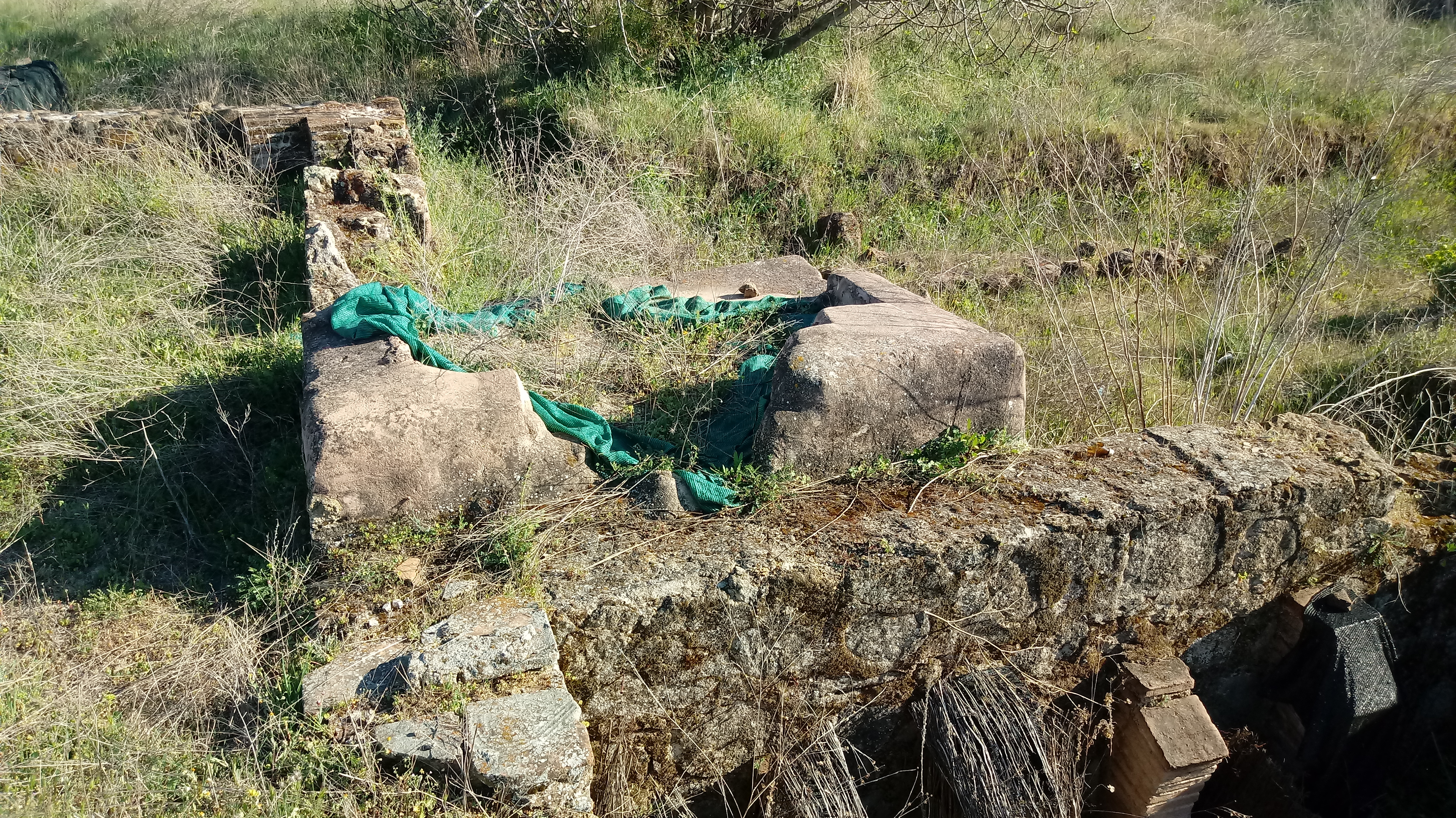
Pila bautismal abandonada, que se está perdiendo por culpa del abandono que sufre.

En la actualidad (marzo de 2019) el yacimiento se encuentra totalmente abandonado, ya que la Consejería de Cultura de Castilla-La Mancha desde 2010 no han invertido ningún presupuesto ni realizado ningún trabajo de excavación, de consolidación ni de restauración. La finca está vallada pero con grandes rotos en la alambrada y los restos arqueológicos se encuentran cubiertos de vegetación y expuestos a la intemperie y las heladas.